# Balfourodendron riedelianum
Balfourodendron riedelianum är en vinruteväxtart som beskrevs av Adolf Engler. Balfourodendron riedelianum ingår i släktet Balfourodendron och familjen vinruteväxter. Inga underarter finns listade i Catalogue of Life.